# Грапов, Роланд
Роланд Грапов (нем. Roland Grapow; 30 августа 1959, Гамбург, ФРГ) — известный гитарист-виртуоз и продюсер из Германии. Прежде всего известен по участию в группах Helloween и Masterplan, а также в своих сольных проектах.

## Биография
Роланд начал играть на гитаре в 12 лет. Его отец купил ему гитару и заставил Роланда брать уроки игры на гитаре, но у него не хватило выдержки на основы теории, и учитель сказал отцу, что у Роланда нет таланта к игре.
До присоединения к Helloween Грапов был участником хэви-метал-группы Rampage. Он присоединился к группе примерно в 1979 году и играл на двух их студийных альбомах — Victim of Rock (1980) и Love Lights Up The Night (1982). Он ушёл из Rampage около 1983 года.
До присоединения к Helloween в 1989 году Роланд был безработным. В Helloween его игру можно услышать на альбомах: Pink Bubbles Go Ape, Chameleon, Master of the Rings, The Time of the Oath, High Live, Better Than Raw, Metal Jukebox и The Dark Ride.
Во время пребывания в Helloween Роланд сформировал свой сольный проект. На первом альбоме The Four Seasons of Life (1997) он попробовал свои силы в исполнении вокальных партий, в дополнение к игре на гитаре. К записи второго альбома Kaleidoscope (1999) Грапов привлёк действующих и бывших участников группы Ингви Мальмстина.

В 2001 Роланд и Ули Куш были уволены из Helloween из-за музыкальных и личных разногласий. В 2012 году, в интервью с главным редактором Metal Shock Finland’s Мохсеном Фейязи, Роланд заявил: 
Лично я чувствовал себя в Helloween очень уверенно. Но в середине тура в поддержку The Dark Ride я сказал кое-что Михаэлю и Маркусу, моё мнение по одному вопросу. Я хотел для будущего группы только лучшего, но, как мне кажется, они меня не поняли и решили, что я хочу быть новым лидером Helloween. Я провёл в группе прекрасные годы, но счастлив, что ушёл вовремя, именно после выхода The Dark Ride, потому что это был наш творческий пик.
Роланд и Ули продолжили развивать свой проект под названием Masterplan, в состав которого также вошёл вокалист Йорн Ланде. После того, как Ули Куш оставил коллектив в 2006 году, Роланд стал основным лидером и автором песен Masterplan.
В настоящее время Грапов живёт в Зволенской-Слатине, Словакия, где он работает музыкальным продюсером в собственной студии Crazy Cat. В 2011 году он смикшировал альбом Motherland для итальянской прогрессивной метал-группы Daedalus, а также исполнил гитарное соло в песне «Underground». После он спродюсировал чешской металкор-группе X-Core их дебютный альбом In Hell и последней альбом Life and Stuff.
Также Роланд сыграл несколько гитарных соло и исполнил несколько вокальных партий для второго альбома чешской пауэр-метал-группы Eagleheart — Dreamtherapy. В 2012 году он спродюсировал десятый альбом испанской метал-группы Saratoga Nemesis.

## Дискография
Rampage
- Victim of Rock (1980)
- Love Lights Up The Night (1982)

Helloween
- Pink Bubbles Go Ape (1991)
- Chameleon (1993)
- Master of the Rings (1994)
- The Time of the Oath (1996)
- High Live (1996)
- Better Than Raw (1998)
- Metal Jukebox (1999)
- The Dark Ride (2000)

Masterplan
- Masterplan (2003)
- Aeronautics (2005)
- MK II (2007)
- Time to Be King (2010)
- Novum Initium (2013)

Roland Grapow
- The Four Seasons of Life (1997)
- Kaleidoscope (1999)

В качестве гостя
- 2000 Drakkar — гитара
- 2002 Mob Rules — гитара
- 2002 Kotipelto — гитара
- 2004 Mob Rules — гитара
- 2004 Wayland — гитара
- 2005-2007 Tribuzy — соло-гитара
- 2008 Gaia Epicus — гитара
- 2010 Kilmara — гитара, хор
- 2010 Sebastien — гитара, бэк-вокал
- 2010 Soulspell — гитара
- 2011 Silent Stream Of Godless Elegy — гитара